# Nunatak Norte
Der Nunatak Norte (spanisch für Nordnunatak) ist ein Nunatak an der Luitpold-Küste des ostantarktischen Coatslands. Er ist der nördlichste der Moltkenunatakker.
Argentinische Wissenschaftler benannten ihn.